# داشهوند

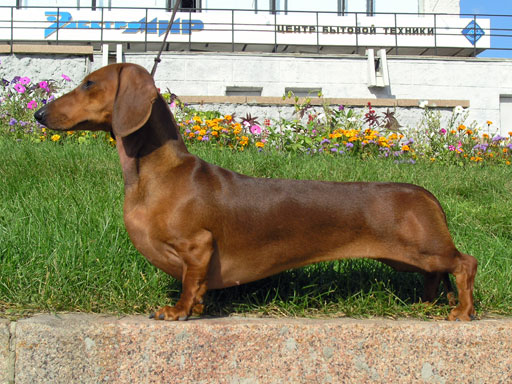
داشهوند مو کوتاه

داشهوند یا سگ سوسیسی یکی از محبوبترین سگ‌های پاکوتاه است. کتبی که از قرون وسطی اروپا به دست آمده اشاره به گونه‌ای سگ دارد که از لحاظ توان دنبال کردن شبیه به تاریها و از لحاظ رفتار و خلق و خوی شبیه به تریرها بوده و یک سگ نیرومند ۱۲ الی ۲۰ کیلوگرمی است که چه در بالا و چه در زیر زمین پرقدرت است. افزون بر این در نواحی گوناگون نیز از سگ‌های گوناگونی که توانایی شکارخرگوش را داشته‌اند، کارایی گرفته می‌شده و همگی آن‌ها را با عنوان rabbit dog به معنی سگ شکارخرگوش می‌نامیدند. سگ‌های داشهوند نیرومند، زیرک و با شهامت‌اند. همچنین در رویارویی با گرازهای وحشی نیز مداخله می‌کنند. یک داشهوند  کوچک ۸ الی ۱۱ کیلوگرمی به خوبی علیه روباه‌ها و دنبال کردن گوزن‌های زخمی کارایی دارد. حتی داشهوندهای ۶ کیلوگرمی توانا به شکار سمور و خرگوش صحرائی هستند. طی ۲۵ سال نخست سده بیستم گونه‌هایی از این نژاد پدید آمده‌اند که با وزن کمتر از ۵/۲ کیلوگرم و دور سینه‌ای در حدود ۳۰ سانتی‌متر هنوز هم توانایی شکارخرگوش را دارند. داشهوند موصاف با اندازه میانه را به خوبی می‌توان در داخل خانه یا آپارتمان نگهداری کرد. پاهای کوتاه آن به خوبی توان کارهای (فعالیت‌های) بسیار فراوان را دارد.

## مشخصات استاندارد داشهوند

### مشخصات ظاهری
قد کوتاه بدن دراز با پاهایی کوچک که به خوبی عضلانی هستند. پوست حالت ارتجاعی دارد و بدون چین خوردگی زیاد کاملاً انعطاف‌پذیراست. به نظرمی رسد درتوان بالای خود برای حرکت هیچگونه لنگش. درد عضلانی وناهماهنگی را نشان نمی‌دهد. داشهوند سگ جسوری است که سرخود را با اطمینان وهوشیاری بالا نگه می‌دارد وحالت چهره اوحاکی اززیرکی است. روحیه شکار. حسن بویائی قوی وصدای رسا. آن را به موجودی مبدل ساخته که برای کار در زیرزمین وعبور از لابلای بوته‌ها و درختچه‌ها ایده‌آل نموده است. حس بویائی قوی مزیت فوق‌العاده‌ای نسبت به سایر نژادها درتعقیب شکار به این سگ داده است.
سر چنانچه ازبالا یا ازپهلو به سرنگاه شود به صورت یکنواخت به طرف بینی نازکتر می‌گردد. چشم‌ها دارای اندازه متوسط بادامی شکل وسیاه هستند. منظره چشم مطبوع وپرنفوذ است. زوائد استخوانی بالای حدقه چشم به طرز مشهودی بیرون زده‌اند. قاعده گوش‌ها نزدیک به قله سراست وخیلی به سمت جلونمی آید. طول آن متوسط وشکل آن گرد می‌باشد وحالت باریک یا چین دار پیدا نمی‌کند. جمجمه وپوزه کمی انحنا دارند. مشکی بهترین رنگ بینی است. لب‌ها به خوبی فک پائین را می‌پوشانند. سوراخ‌های بینی کاملاً بازهستند. گردن بلند وعضلانی است ودرناحیه پس سرکمی خمیدگی دارد. بدن درازوعضلانی است. درنمای نیمرخ کمرمختصرخمیدگی دارد. شکم دارای انحنای کمی به سمت بالا است.
دستها به دلیل کارائی کافی درزیرزمین دست‌ها می‌بایست قوی وعضلانی باشد. بازو نزدیک به دنده‌ها است وآرنج چسبیده به بدن قرارمی گیرد. قسمت ساعد کوتاه وعضلانی است. پنجه‌ها فشرده قوی ودارای انحنای مناسب ودارای بالشتک‌های ضخیمی است. هردست دارای پنج انگشت است که چهارانگشت نزدیک به یکدیگرو جهت کارمورد استفاده قرارمی‌گیرند. ناخن‌ها کوتاه هستند. پاها قوی وعضلانی هستند. لگن. ران. ساق وقلم‌های پا دارای طول یکسانی می‌باشند. پاها به جوانب چرخش ندارند. وقتی از پشت به قلم‌ها نگاه می‌شود عمودی وموازی هستند. پنجه‌های پا کوچکترازپنجه‌های دست بوده و تنها دارای چهارانگشت خمیده وبالشتک‌های ضخیم می‌باشند. دم در ادامه ستون مهره‌ها قراردارد. فاقد فرخوردگی وتاشدگی است. حالت نگه داشتن دم چندان قابل توجه نیست.

### ویژگی‌ها
داشهوندها سگ‌های با هوش هستند، این سگ‌ها با نشاط، خونگرم و بی‌باک می‌باشند. از دیگر خصوصیات این نژاد: بی‌باکی، سرسختی و اغلب عجول بودن است. با وجود اینکه جثه کوچک دارند ولی شجاع، بدجنس و خیلی ناقلا هستند. داشهوندها به خانواده خود بسیار علاقه‌مند هستند و فقط تحت فرمان صاحب خود هستند. راه رفتن داشهوندها با غرو خاص خود همراه است. این نژاد علاقه زیادی به کندن زمین و عوعو کردن دارد. اغلب صدایش با جثه اش قابل مقایسه نیست. چون دارای صدایی بلند هستند. نژادی مقاوم در تعلیم و آموزش هستند و بسیار باهوش به‌طوری‌که شاید گاهی به نظر برسند او صاحبش را تربیت می‌کند! با بزرگسالان رابطه بهتری دارد و برای کودکان توصیه نمی‌شود اما برای سفر سگ مناسبی است. از بغل شدن خوششان نمی‌آید و معمولاً با سایر حیوانات خانگی کنار می‌آیند.

### بیماری
این نژاد از نظر بیماری مستعد دیابت، دیسک بین مهرهای کمر، مشکلات قلبی و مجاری ادراری است. طول عمر داشهوند بین ۱۲ تا ۱۵ سال است.

### قد و وزن
سه تیپ مو کوتاه، مو بلند و مو مجعهد دارای سه اندازه از نظر قد و وزن می‌باشند.
1. طبیعی normal یا استاندارد: قد ۳۵ تا ۴۵ سانتی‌متر و وزن تا ۹ کیلوگرم.
2. مینیاتور miniature یا کوتوله: قد ۳۵ سانتی‌متر و وزن ۴ کیلوگرم.
3. عروسکی Toy یا خرگوشی: قد ۳۰ سانتی‌متر و وزن ۵/۳ کیلوگرم.داشهوند دارای سه نوع مواست:

1. داشهوند مو کوتاه short-haired
2. داشهوند مو سیمی wire-haired dachshund
3. داشهوند موبلند long-haired dachshund

### داشهوند مو کوتاه short-haired dachshund
موها کوتاه، صاف وبراق هستند. سگیست جسور، لجباز، بشاش، مغرور و پراحساس. سگی است که شکارش را در لانه‌اش صید می‌کند. در بریتانیایی کبیر، آلمان و سوئیس در شکار ورزشی به کار گرفته می‌شود. اما به دلیل احساس عمیقی که با صاحبش برقرار می‌کند به عنوان سگ همدم هم استفاده می‌شود. به خاطر قابلیت‌های زیاد عو عو کردن به عنوان سگ نگهبان هم استفاده می‌شود. تمیز کردن با بدن با پارچه نمدار برای این نژاد کافیست.
- رنگ: خاکستری با لکه‌های سیاه، قهوه‌ای یا بلوطی براق که در عین حال ممکن است خال دار، نقش دار یا ابلق باشد.

### داشهوند مو سیمی wire-haired dachshund
حاصل جفت‌گیری نژادهای اشناوزر(schnauzer)، دندی دینمونت(dandie dinmont) و داشهوند موکوتاه(short-haired dachshund) می‌باشد.
موها به استثناء فک‌ها ابرو وگوش تمام بدن به وسیله یک نوع موی سخت، خشن، ضخیم و کلفت پوشیده شده است. درلابلای این موها موهای کوتاهتر ونرمتری نیزوجود دارد. ریشی تیز و ابروهایی بوته مانند دارد. سگیست آرام، پراحساس، پرتوجه، صمیمی و همواره نگهبانی با دقت. به علت جسارت و خستگی ناپذیری حتی در زمین‌های صعب و دشوار نیز شکار را تا لانه‌اش تعقیب می‌کند. به عنوان سگ آپارتمانی سگی با ارزش است و به پیاده‌روی زیادی احتیاج دارد. سالیانه ۲ مرتبه نیاز به اصلاح موها دارد.

#### رنگ
در هر رنگی دیده می‌شود اما لکه‌های سفید در این نژاد مقبول نیست.

### داشهوند موبلند long-haired dachshund
حاصل جفت‌گیری داشهوند موکوتاه (short-haired dachshund) و نوعی اسپانیل (spaniel) است. مودراین نوع داشهوند نرم وغالبا کمی موجداراست. در زیر گردن و جلوسینه. زیر بدن و گوش‌ها و پشت پاها از طول بیشتری برخوردار می‌باشد. مو نباید حالت مجعد و فرفری داشته باشد.
موهای دم از طول بیشتری برخوردارند و حالتی شبیه به پرچم ایجاد می‌کنند. به مراتب آرام‌تر و سازگارتر از نژاد مو کوتاه است. ضمناً کمتر عو عو می‌کند که احتمالاً از خلق و خوی اسپانیلهاست. زیبائیش باعث شده که به عنوان سگ همدم استفاده شود و موهای بلندش این نژاد را در مقابل سرما مقاوم کرده است. برس زدن روزانه در این نژاد توصیه می‌شود.

#### رنگ
رنگ‌ها دقیقاً مشابه داشهوند مو کوتاه است.
اغلب رنگ‌هایی که می‌توانیم برای این نژاد سگ نام ببریم سیاه، سیاه و قهوه‌ای مایل به زرد، آبی، قهوه ای، سرخ، نقره ای، و سفیدمی‌باشد.

## آراستن
موهای کوتاه، تیره‌رنگ، بدون بو و نرم آن نیازی به اصلاح. برس زدن. شانه زدن وحمام کردن ندارند. مگرآن که به صورت اتفاقی کثیف وآلوده شوند. درمحیط خارج ازخانه داشهوند سگی خستگی ناپذیرسرسخت وقوی است ودرداخل خانه سگی مطیع و وظیفه‌شناس. درموقع بازی بشاش ودرمواقع خطر هوشیاراست.